# Chrysometa yungas
Chrysometa yungas är en spindelart som beskrevs av Claude Lévi 1986. Chrysometa yungas ingår i släktet Chrysometa och familjen käkspindlar.
Artens utbredningsområde är Bolivia. Inga underarter finns listade i Catalogue of Life.